# Juhar Ginting
Juhar Ginting is een bestuurslaag in het regentschap Karo van de provincie Noord-Sumatra, Indonesië. Juhar Ginting telt 1782 inwoners (volkstelling 2010).